# Jens Per Jensen
Jens Per Jensen, född 21 mars 1913 i Skien, död 6 september 1992, var en norsk arkitekt och konservator.
Jensen blev student 1933 och utexaminerades från Norges tekniske høgskole 1938. Han var arkitektassistent 1938–1940, anställd vid Brente steders regulering 1940–1946, först i Kristiansund, därefter i Namsos och Steinkjer, regleringsarkitekt i Skien 1946, byggnadschef 1951 och var konservator på Fylkesmuseet for Telemark 1964–1969. Han var medlem av byggnadskommittén för utbyggnad av Telemark Fylkessykehus. Han tilldelades pris i plantävling för Kolbotns centrum 1947 och utarbetade tillsammans med arkitekt Johannes Borchsenius dispositionsplan för delar av Gjerpen 1949. Han skrev och illustrerade Snipetorp och Søndre Brekke Borgerhus och Herregård i Skien (1965).